# Черната вдовица (филм)
„Черната вдовица“ (на английски: Black Widow) е американско фентъзи от 2021 г. за едноименния персонаж на Марвел Комикс. Режисьор е Кейт Шортленд и сценаристи са Джак Шейфър и Нед Бенсън. Това е 24-тият филм в киновселената на Марвел. Филмът служи за предистория на Наташа Романов / Черната вдовица, в изпълнение на Скарлет Йохансон. Премиерата в САЩ е на 9 юли 2021 г.

## Сюжет
След събитията от Първият отмъстител: Войната на героите (2016) Наташа Романов се намира сама и принудена да се изправи срещу опасна конспирация, свързана с миналото ѝ. Преследвана от сила, която няма да спре пред нищо, за да я отстрани, Романов трябва да се справи с миналото си на шпионин и прекъснатите връзки, оставени след нея много преди тя да стане Отмъстител.

## Актьорски състав
| Актьор              | Роля                              |
| ------------------- | --------------------------------- |
| Скарлет Йохансон    | Наташа Романов/Черната вдовица    |
| Флорънс Пю          | Йелена Белова/Черната вдовица     |
| Дейвид Харбър       | Алексей Шостаков/Червения пазител |
| Рейчъл Уайз         | Мелина Востокоф/Черната вдовица   |
| Уилям Хърт          | Тадеъс „Гръмотевицата“ Рос        |
| Рей Уинстоун        | Д-р Дрейков                       |
| Олга Куриленко      | Антония Дрейков/Таскмастър        |
| Оу-Ти Фагбени       | Рик Мейсън                        |
| Джулия Луис-Драйфус | Валентина Алегра де Фонтейн       |
| Джеръми Ренър       | Клинт Бартън/Ястребово око (глас) |